# Zigány Ferenc
Zigány Ferenc (Budapest, 1895. április 14. – Mátraszentimre, 1975. július 23.) magyar matematikus, egyetemi tanár.

## Életpályája
Zigány Zoltán pedagógus, szakíró és Löschinger Róza Hedvig fia. A Budapesti Tudományegyetemen szerzett matematika-ábrázoló geometria szakos középiskolai tanári oklevelet. Már egyetemistaként a József Műegyetemen tanársegéd, adjunktus volt. 1931-től műegyetemi beosztása mellett középiskolában is oktatott. 1935-ben a Debreceni Egyetemen doktorált. 1941-ben a Műegyetemen magántanárrá habilitálták. 1947-től a Műszaki Főiskolán, illetve a Műszaki Egyetemen tanított. 1948-ban nyilvános rendes tanárrá nevezték ki.
Felesége Panicz Gizella Eszter (1904–1987) volt, akit 1938. július 31-én Budapesten vett nőül.
Sírja a Farkasréti temetőben található (26/2-7-29).

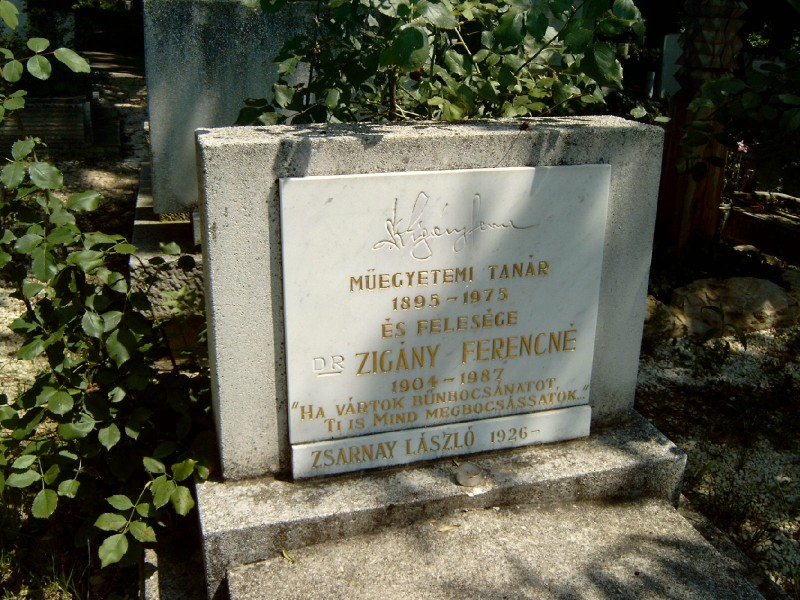
Zigány Ferenc matematikus, egyetemi tanár sírja Budapesten. Farkasréti temető: 26/2-7-29.

## Művei
- Ábrázoló mértan (Uhlyárik Jenővel, Budapest, 1934)
- Görbe felületek konformis leképezése (doktori értekezés, Debrecen, 1935)
- Klug Lipót munkássága (Matematikai és Fizikai Lapok, 1944)
- Két mechanikai probléma (Magyar Technika, 1947)
- Matematika (jegyzet az Állami Műszaki Főiskola számára, Budapest, 1949)
- Ábrázoló geometria (I–II. Budapest, 1950–1951)
- Differenciálszámítás alkalmazása szélső értékek meghatározására (Budapest, 1955)

## Díjai
- Matematikai és Fizikai Társulat Eötvös-díja (1914)